# Matt Penney
Matthew „Matt“ Luke Penney (* 11. Februar 1998 in Chesterfield) ist ein englischer Fußballspieler, der beim AFC Rochdale unter Vertrag steht.

## Karriere
Penney kam nach seiner Ausbildung bei Sheffield Wednesday am letzten Spieltag der Saison 2016/17 für seinen Leihverein Bradford City erstmals in der drittklassigen EFL League One zum Einsatz. Die Rückrunde 2017/18 verbrachte der Verteidiger eine Liga tiefer bei Mansfield Town, kam aber auf lediglich zwei Einsätze. Nach seiner erneuten Rückkehr nach Sheffield absolvierte Penney 16 Partien in der Championship, der zweiten englischen Liga, und wurde am Saisonende mit der Mannschaft Tabellenzwölfter.
Zum vierten Spieltag der Zweitligaspielzeit 2019/20 wurde der Engländer in die deutsche 2. Bundesliga an den FC St. Pauli verliehen; das Leiharrangement galt bis Juni 2020. Dort traf Penney auf seinen ehemaligen Cheftrainer in Sheffield, den Niederländer Jos Luhukay. Zu Beginn wurde der Abwehrspieler häufig eingesetzt, verpasste jedoch ab Anfang November 2019 sechs Partien aufgrund einer Muskelverletzung und kehrte zum 19. Spieltag wieder ins Mannschaftstraining zurück. Es folgten acht weitere Ligaspiele auf der linken defensiven Außenbahn sowie im Mittelfeld, in denen Penney auch ein Tor erzielen konnte. Mit den Hamburgern beendete er die Saison auf Rang 14 und konnte erst am 33. Spieltag mit ihm die Klasse sichern. Anschließend kehrte der Engländer nach Sheffield zurück.
Ablösefrei wechselte Penney von dort im Juli 2021 per Zweijahresvertrag zu dem Drittligisten Ipswich Town. Im August 2022 wechselte Penney für sechs Monate auf Leihbasis nach Schottland zum Erstligisten FC Motherwell. Im Januar 2023 wurde er weiter an Charlton Athletic in die heimische EFL League One verliehen. Nach Beendigung dieser war Penny knapp anderthalb Jahre vereinslos, ehe ihn im November 2024 der Fünftligist AFC Rochdale verpflichtete.